# Боязнь пропустить интересное

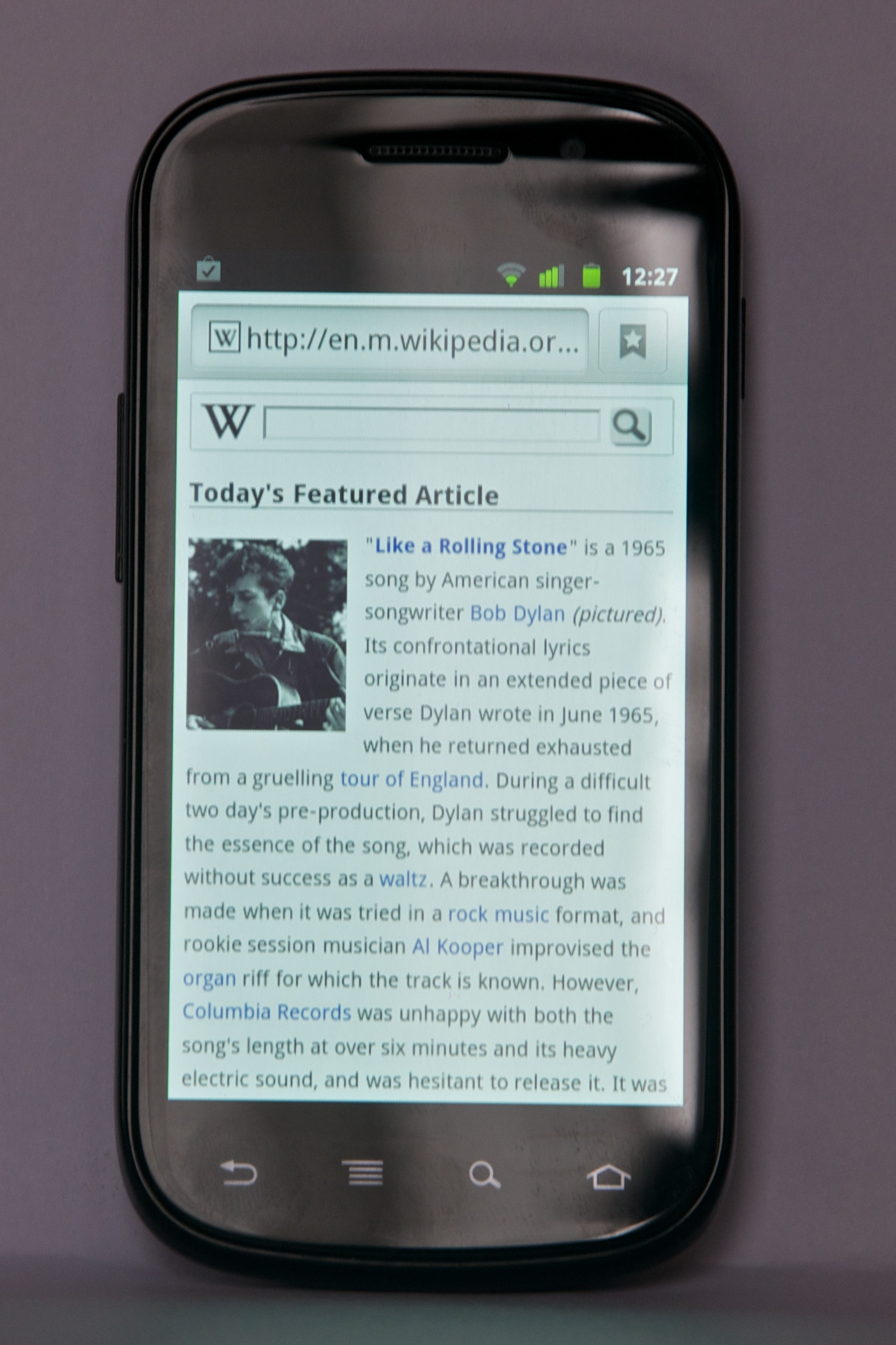
Современные смартфоны позволяют пользователям беспрерывно поддерживать связь со своим кругом общения и коллегами, что может привести к навязчивому желанию проверять наличие новой информации и сообщений, а также к страху перед упущением возможности сделать это

Боязнь пропустить интересное (англ. Fear of missing out; сокр. БПИ или FoMO) — тревожное психическое состояние, когда человек боится пропустить интересное или важное событие. Провоцируется в том числе просмотром социальных сетей. Термин ввел в употребление американский венчурный капиталист Патрик Макгиннис в 2004 году. В 2013 году слово включено в Оксфордский словарь английского языка.
Четыре человека из десяти испытывали FoMO хотя бы иногда, причём мужчины чаще, чем женщины. По другим данным, боязнь пропустить что-то важное испытывают 56 % людей. Это явление характеризуется непреодолимым желанием постоянно оставаться в курсе дел друзей и знакомых. FoMO также часто называют чувством сожаления, которое может привести к боязни пропустить интересное событие, возможность пообщаться с друзьями или знакомыми, получить новый опыт или материальную выгоду.
Согласно теории самодетерминации, чувство связанности, родства с другими людьми — базовая психологическая потребность, удовлетворение которой является одним из условий психического здоровья человека. В рамках этой теории БПИ является защитным состоянием психики, вызванным долгосрочным чувством неудовлетворённости социальной жизнью.

## История
Термин впервые употребил американский венчурный капиталист и писатель Патрик Макгиннис (тогда студент Гарвардской школы бизнеса) в статье для журнала The Harbus (2004 год). В 2013 году слово включено в Оксфордский словарь английского языка.

## Признаки
- Часто возникающая боязнь упустить важные вещи и события[2]
- Смысловой акцент на фразе «все, кроме меня»[11]
- Навязчивое желание входить в любые формы социальной коммуникации (например, ходить на все вечеринки)[2]
- Стремление постоянно нравиться людям и получать одобрение[12]
- Стремление всё время быть доступным для общения[2]
- Стремление постоянно обновлять ленты социальных сетей[2]
- Чувство сильного дискомфорта, когда смартфона нет под рукой[13][неавторитетный источник]

## Влияние социальных медиа и новых технологий
Развитие технологий, позволившее людям больше общаться, поспособствовало широкому распространению БПИ. С одной стороны, современные технологии (например, смартфоны) и социальные сети (например, Facebook) предоставляют человеку возможность участвовать в социальных коммуникациях с меньшей затратой усилий. С другой, коммуникация при помощи новых медиа ведёт к усилению зависимости от интернета. Психологическая зависимость от нахождения онлайн может вылиться в тревожные состояния, когда человек чувствует себя отчуждённым.
По словам Дэна Ариэли, профессора психологии в университете Дьюка, смысл БПИ заключается в боязни бессмысленной траты своего времени.
Социальные сети и стриминговые платформы отличаются от привычных разговоров лицом к лицу своей мгновенной передачей большого количества информации. Профессор Ариэли приводит такой пример: если человек опаздывает на самолёт на две минуты, он обычно расстраивается намного больше, чем если опаздывает на два часа. Предполагается, что в первом случае пропустить самолёт для большинства обиднее, потому что люди склонны представлять себе, что всё могло бы быть иначе. «Листать ленту новостей в социальных сетях — совсем не то же самое, что разговаривать с друзьями за обедом и слушать, как они провели свои прошлые выходные. Когда ты открываешь Facebook и видишь, что твои друзья сидят в баре без тебя — в этот конкретный момент — ты можешь представить, что ты мог бы провести время совсем по-другому» — объясняет профессор.
Когда человек пытается компенсировать это негативное чувство, например, выложив свои удачные фотографии или написав пост о том, как он провёл выходные, чтобы показать свою жизнь в лучшем свете, он вовлекается в замкнутый круг. Большая часть людей выстраивает идеализированный образ их самих. Паттерн воспроизводится, и распространяется на ничего не подозревающих участников коммунике, которые также могут начать испытывать БПИ. Таким образом, социальные медиа становятся источником БПИ. Основательница Flickr, Катерина Фейк, заявила, что использовала эту особенность БПИ для привлечения и удержания пользователей.

## Последствия
Как следствие, БПИ оказывает негативное влияние на психическое здоровье людей, провоцируя плохое настроение и в некоторых случаях депрессию. Наиболее частые проявления БПИ — ощущения скуки и одиночества. Используя социальные сети для самовыражения, определения себя через свой образ в сети, люди подсознательно усваивают посыл «я выкладываю посты, следовательно я существую». Это приводит к искажённому пониманию сущности общения, в том числе и реального.
Люди постоянно проверяют свои аккаунты в социальных сетях, даже во время свидания или похорон (см. фаббинг), подменяя реальное общение, проживание момента несознательным обновлением и скроллингом новостной ленты. Подростки и взрослые переписываются за рулём, потому что для них возможность пропустить важное сообщение страшнее риска потерять жизнь в несчастном случае.
Кроме того, доказано, что люди, имеющие БПИ, склонны употреблять алкоголь чаще и в больших объёмах, чем люди его не имеющие, а также чаще страдают от «стыдного» поведения во время алкогольного опьянения и нежелательных последствий. Существуют предположения, что такая тяга к спиртному связана с необходимостью больше действовать и рисковать, чтобы не упустить возможности для социальной активности (например, можно участвовать в алкогольных играх или пить с незнакомыми людьми).